# Maricel Palomeque

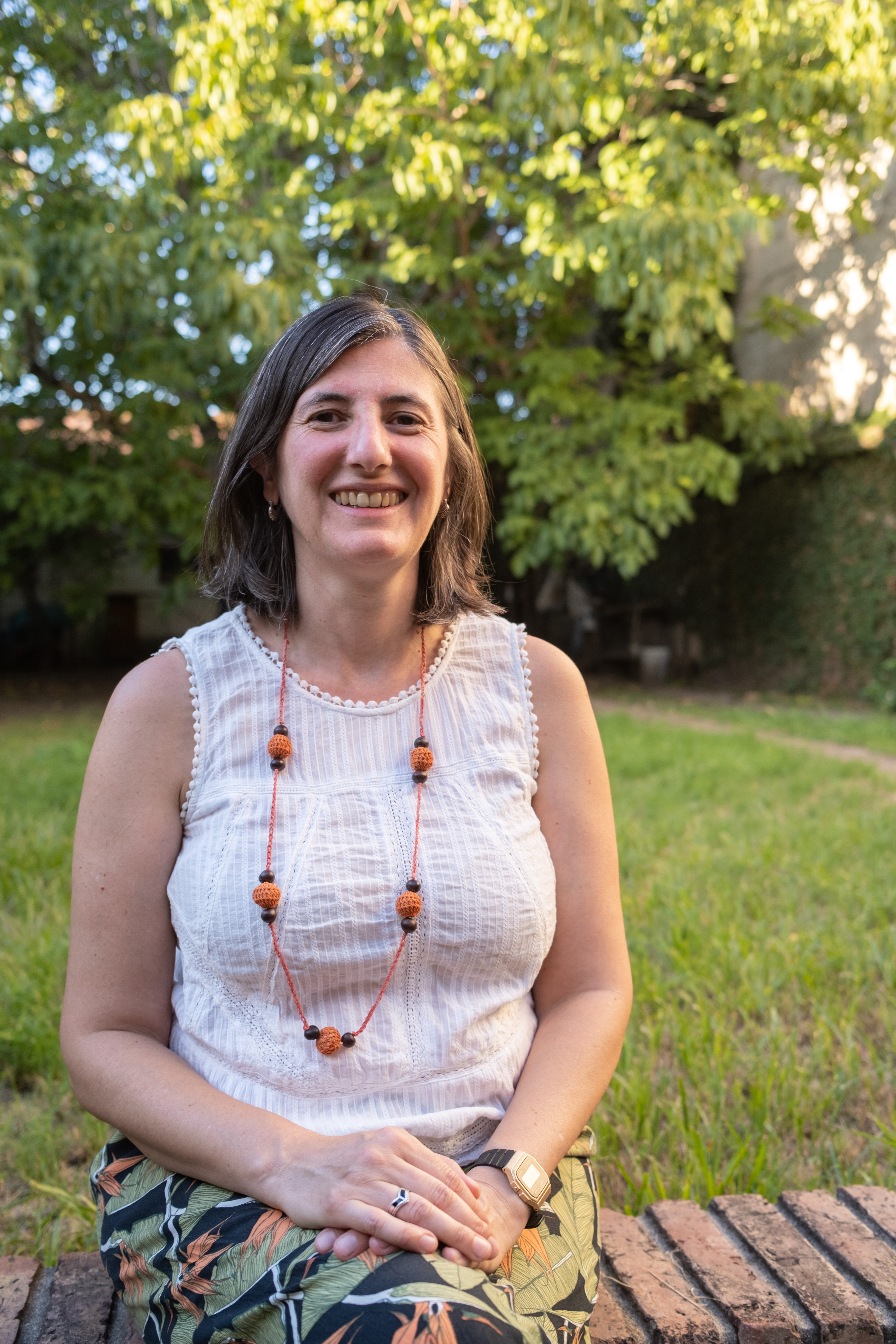

Maricel Palomeque (Córdoba, 1976) es una escritora argentina. 
Es Máster en escritura creativa (Universidad de Sevilla) y Licenciada en comunicación social (Universidad Nacional de Córdoba). 
Su obra ha recibido distintos premios y reconocimientos.
Destinados principalmente a público infantil y juvenil, sus textos despliegan temáticas variadas (mundo animal, mitologías, distopía, cosmovisión de pueblos originarios, extraterrestres, etc.) y diversidad de géneros (absurdo, fantástico, maravilloso) donde no faltan el humor y la poesía.   
Desde 2001 trabaja coordinando talleres de escritura creativa para jóvenes y adultos. 

## Obras publicadas

### Literatura infantil y juvenil
- Manga de animales (Los Ríos, 2015) ISBN 978-987-45023-3-9
- Cuando llega un dragón (Los Ríos, 2017) ISBN 978-987-45023-6-0
- Peludo Normandus Ciboulette (Los Ríos, 2021) ISBN 978-987-47733-1-9
- Jotolepo Frukachú (Libros Silvestres, 2021) ISBN 978-987-47981-7-6
- Hazaña (Pez Menta, 2024) ISBN 978-631-00-3099-9

### Antologías
- Es lo que hay (Ed. Babel, 2009)
- Córdoba Cuenta (Ed. Comunicarte, 2010)
- Dora Narra (Ed. Recovecos y Caballo Negro, 2010)

## Premios y distinciones
- Mención Premio Casa de las Américas, con “Cuando llega un dragón”, Cuba, 2015[4]
- Destacado ALIJA (Asociación Literatura Infantil y Juvenil Argentina)  “Cuando llega un dragón”, 2017.[5]
- Mención Fundación Cuatrogatos para “Cuando llega un dragón”, Miami, 2018[6]
- Premio Extraordinario Fin de Estudios al mejor expediente académico del Máster en Escritura Creativa, Universidad de Sevilla, 2018.[7]
- Destacado ALIJA con “Peludo Normandus Ciboulette), 2021.[8]
- Selección en el Programa Argentina Key Titles con “Peludo Normandus Ciboulette”, 2021.[9]
- Premio Fondo Nacional de las Artes. Concurso Nacional para Publicación de Literatura Infantil y Juvenil Ilustrada para “Hazaña”, 2023.[10]
- Mención Destacado ALIJA con "Hazaña", 2024.